# Lymantria celebesa
Lymantria celebesa este o specie de molii din genul Lymantria, familia Lymantriidae, descrisă de Collenette 1947 Conform Catalogue of Life specia Lymantria celebesa nu are subspecii cunoscute.